# Gilgel Gibe
Gilgel Gibe är ett vattendrag i Etiopien. Det rinner genom den centrala delen av landet, 200 km sydväst om huvudstaden Addis Abeba.